# Cantó de Nemours
El cantó de Nemours és una divisió administrativa francesa del departament del Sena i Marne, situat al districte de Fontainebleau i al districte de Provins. Des del 2015 té 51 municipis i el cap és Nemours.

## Municipis
- Arville
- Aufferville
- Bagneaux-sur-Loing
- Beaumont-du-Gâtinais
- Blennes
- Bougligny
- Bransles
- Chaintreaux
- Château-Landon
- Châtenoy
- Chenou
- Chevrainvilliers
- Chevry-en-Sereine
- Darvault
- Diant
- Dormelles
- Égreville
- Faÿ-lès-Nemours
- Flagy
- Garentreville
- La Genevraye
- Gironville
- Grez-sur-Loing
- Ichy
- Larchant
- Lorrez-le-Bocage-Préaux
- La Madeleine-sur-Loing
- Maisoncelles-en-Gâtinais
- Mondreville
- Montcourt-Fromonville
- Montigny-sur-Loing
- Montmachoux
- Nanteau-sur-Lunain
- Nemours
- Noisy-Rudignon
- Nonville
- Obsonville
- Ormesson
- Paley
- Poligny
- Remauville
- Saint-Ange-le-Viel
- Saint-Pierre-lès-Nemours
- Souppes-sur-Loing
- Thoury-Férottes
- Treuzy-Levelay
- Vaux-sur-Lunain
- Villebéon
- Villemaréchal
- Villemer
- Voulx

## Història
| Data d'elecció                           | Identitat       | Partit                    | Qualitat |
| ---------------------------------------- | --------------- | ------------------------- | -------- |
| 1945-1949                                | Charles Gonneau | PCF                       |          |
| 1949-1949                                | Jacques David   | RS, després divers droite |          |
| 1961-1979                                | Étiene Dailly   | radical, després UDF      |          |
| 1979-1985                                | Maurice Ruet    | RPR                       |          |
| 1985-2005                                | Charles Hochart | RPR, després UMP          |          |
| 2005-2011                                | Bernard Rodier  | UMP                       |          |
| 2011-2015                                | Claude Jamet    | Divers gauche             |          |
| les dades anteriors no són pas conegudes |                 |                           |          |
|                                          |                 |                           |          |